# 国際連合安全保障理事会決議13
国際連合安全保障理事会決議13（こくさいれんごうあんぜんほしょうりじかいけつぎ13、英: United Nations Security Council Resolution 13,UNSCR13）は、1946年12月12日に国際連合安全保障理事会で採択された決議。シャム（タイ王国）の国際連合加盟申請を承認するものである。決議は全会一致で採択されている。国連総会におけるシャムの加盟承認を勧告するものであり、1946年12月15日の総会決議101(I)において承認、12月16日より加盟国となっている。